# Dominio di primo livello nazionale

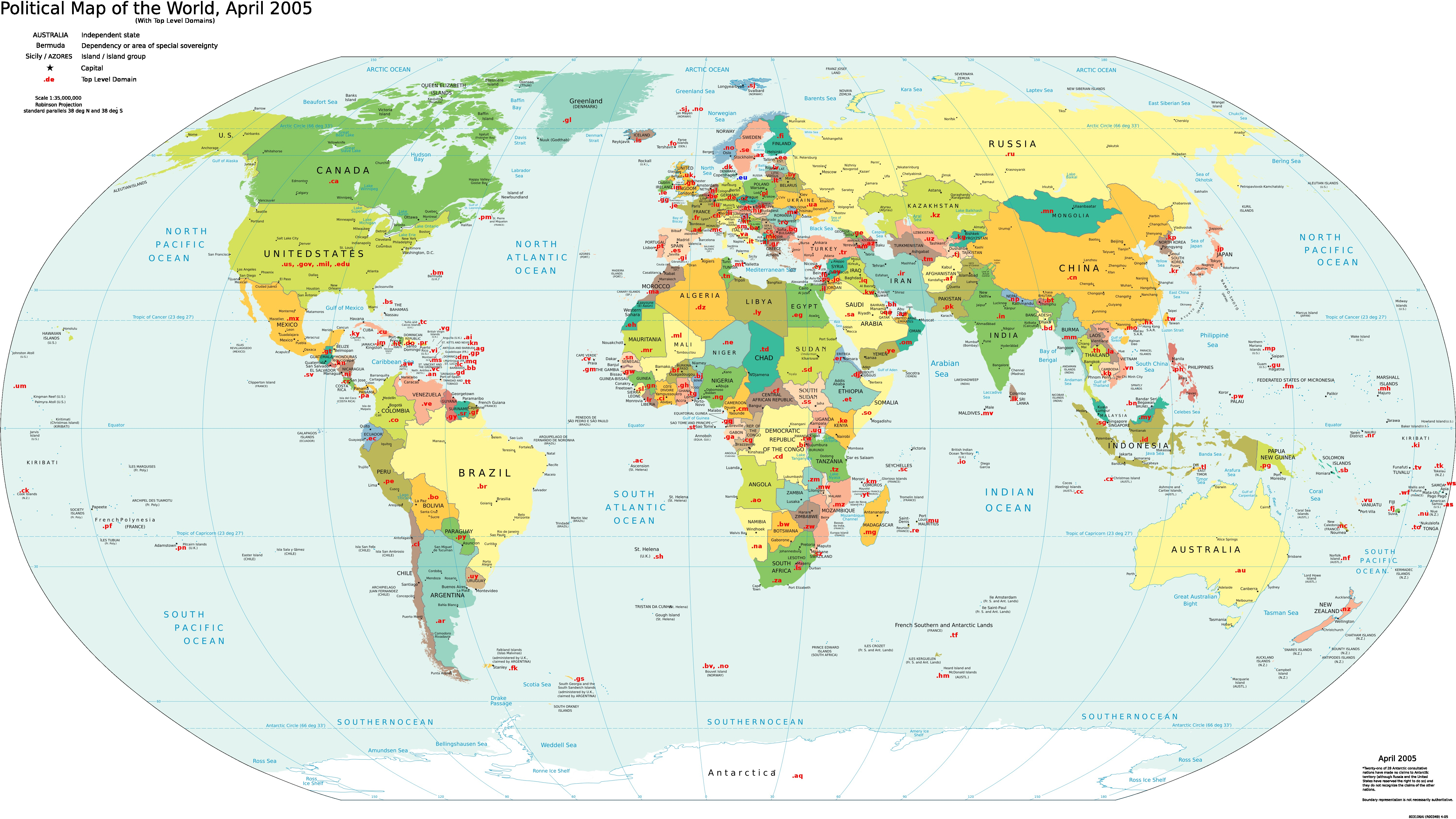
Mappa politica del mondo con relativi ccTLD

I domini di primo livello nazionali (in inglese: Country Code Top Level Domain, in sigla ccTLD) sono domini di primo livello riservati agli stati o territori dipendenti e sono formati da due lettere. Molti di loro corrispondono ai codici ISO 3166-1.

## Autorizzazione
L'ICANN autorizza l'ente (registration authority) che in ogni stato si occupa dell'assegnazione dei ccTLD.
L'authority si avvale a sua volta di intermediari privati ai quali si rivolgono i singoli utenti. Solo gli intermediari accreditati dispongono di una interconnessione sincrona con i registri dei ccTLD e dei domini generici di primo livello, e possono quindi registrare nuove utenze.
I siti con dominio .it possono andare da 3 a 63 caratteri; unica eccezione è il sito della società petrolifera Q8, costituito da due soli caratteri (q8.it).

## Intermediari
Fra gli intermediari accreditati e la clientela possono aggiungersi una serie di altre società non accreditate che comprano domini e li rivendono, senza potere registrare alcun sito.
Propriamente, il registrar è un intermediario scelto dall'ente che si occupa di assegnare i ccTLD; il maintainer è la società accreditata per assegnare i domini generici di primo livello. Spesso, le due parole sono usate come sinonimi.

## Registrazione
Le procedure di registrazione sono in molti casi completamente automatiche, non richiedono la firma di moduli cartacei inviati a mezzo posta, e consentono il pagamento con carta di credito. I tempi di attivazione di un sito si riducono in questo modo a meno di un giorno.